# أرتور بيزارو
أرتور بيزارو (بالبرتغالية: Artur Pizarro‏) هو عازف بيانو برتغالي، ولد في 1968 في لشبونة في البرتغال.

## وصلات خارجية
- الموقع الرسمي
- أرتور بيزارو على موقع ميوزك برينز (الإنجليزية)
- أرتور بيزارو على موقع أول ميوزيك (الإنجليزية)
- أرتور بيزارو على موقع ديسكوغز (الإنجليزية)